# Boček z Kunštátu
Boček z Kunštátu, niem.: Boczek IV. von Kunstadt und Podiebrad, czeski: Boček z Poděbrad lub Boček IV. z Poděbrad (ur. 15 lipca 1442, zm. 29 września 1496 w Kłodzku) – członek czeskiej dynastii Podiebradów.

## Życiorys

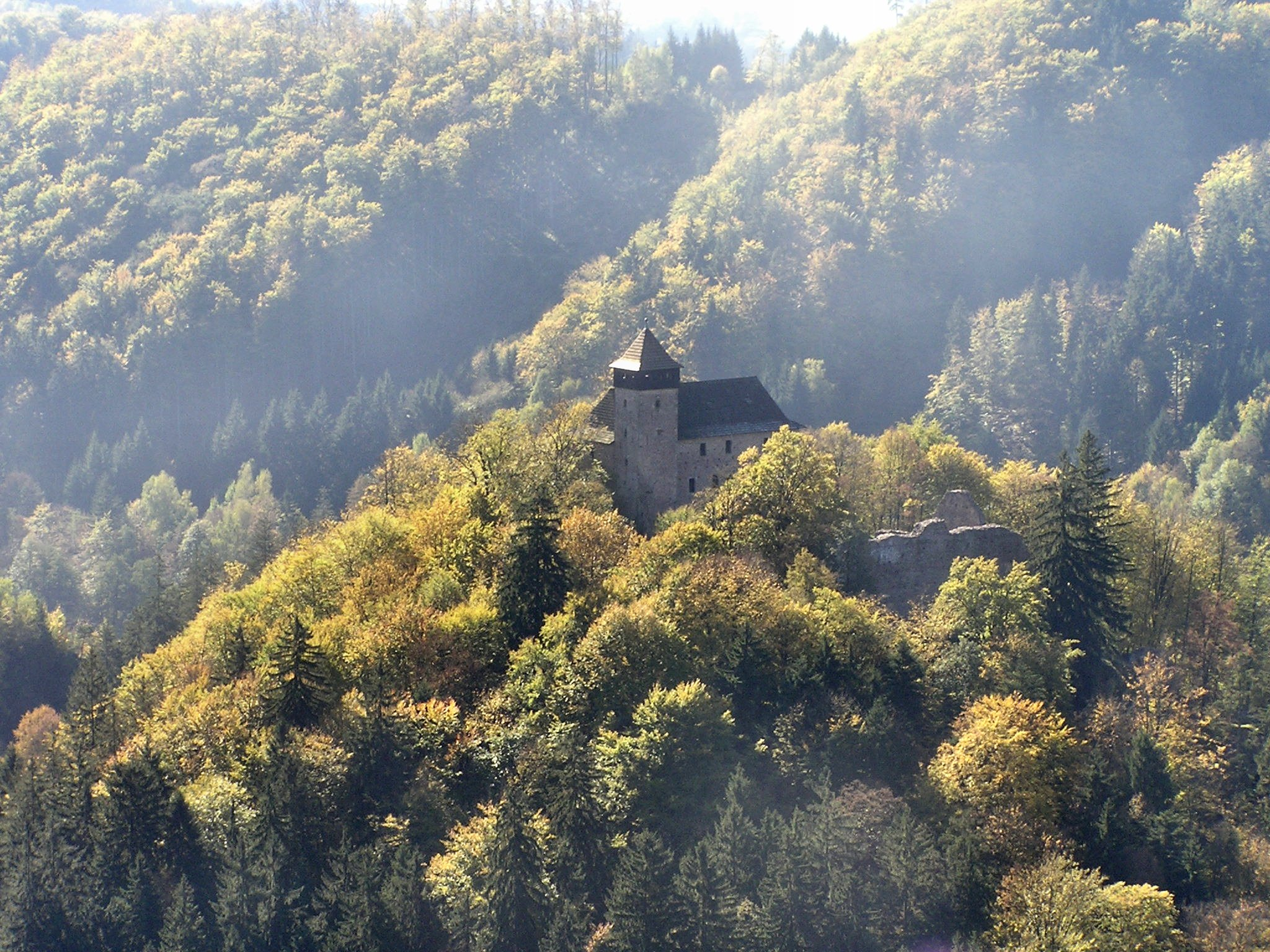
Zamek Litice, główna siedziba Boczka po 1472 roku

Urodził się w 1442 roku jako najstarszy syn namiestnika i wielkorządcy królestwa czeskiego, późniejszego króla Czech Jerzego z Podiebradów i jego żony Kunegundy z Šternberka. Miejscowość jego narodzin nie jest znana. Na chrzcie otrzymał imię Bočka, które nosiło bardzo wielu jego przodków, panów na Kunštácie.
Pomimo że był najstarszym synem swojego ojca, nie był przewidziany jako jego następca ze względu na lekkie upośledzenie umysłowe. Również nie otrzymał żadnego z tytułów, które nosili jego młodsi bracia: Wiktoryn, Henryk Starszy i Henryk Młodszy, takich jak: książę Rzeszy, książę ziębicki i hrabia kłodzki.
Po tym jak Jerzy z Podiebradów został wybrany na króla czeskiego w 1458 roku, przekazał swoim synom, w tym Boczkowi w posiadanie dobra náchodzkie i homolskie, zastrzegając sobie jednak prawa do wyboru namiestników. Rok później wszyscy bracia potwierdzili dotychczasowe przywileje dla Náchodu, a nawet je rozszerzyli. W 1465 roku król Jerzy przekazał w posiadanie swoim synom część dawnych włości klasztoru benedyktynów w Opatovicach nad Labem. Jednak w tym samym roku ustanowił swoich synów książętami ziębickimi oraz hrabiami kłodzkimi, pomijając jednak Boczka.
Po niespodziewanej śmierci króla Jerzego w 1471 roku, jego synowie dokonali 1 lutego 1472 roku na zamku w Podiebradach podziału ziem i majątku rodowego. Boczek otrzymał jako swoją główną siedzibę zamek Litice wraz z zamkiem Rychmberk, Častolovicami, Černíkovicami, miastami Týniště nad Orlicí i Kunvald oraz połowę miast: Žamberk i Choceň. Ponadto bracia przekazali mu dobra w okręgu jiczyńskim, majątek poklasztorny w Postoloprtach i kilka innych wiosek. Jego bracia otrzymali znacznie więcej włości, stąd też zobowiązali się płacić Boczkowi 370 groszy praskich w ramach rekompensaty. Góry Złote i znajdujące się w nich kopalnie znajdowały się pod wspólnym zarządem braci, a zyski z nich były dzielone po równo. Boczek i Wiktoryn na mocy tego układu przekazał w zamian Henrykowi Starszemu swoje dotychczasowe posiadłości na wyłączną własność w Náchodzie i Homolu.
Dokument dotyczący podziału ojcowizny z 1472 roku jest ostatnim aktem, jaki samodzielnie podpisał Boczko. W kolejnych latach jego życia ze względu na jego stan zdrowia opiekę nad nim sprawowali bracia: Wiktoryn i Henryk Starszy, którzy sprzedali za jego życia część jego posiadłości w Czechach innym szlachcicom, w tym Wilhelmowi II z Pernštejna. W związku z tym Boczek znalazł się w Kłodzku, gdzie zmarł w 1496 roku i został pochowany w kościele bernardynów, a po jego zburzeniu jego szczątki przeniesiono do kościoła farnego. Boczek pozostał w stanie bezżennym, nie doczekawszy się potomstwa.